# 1264 w polityce

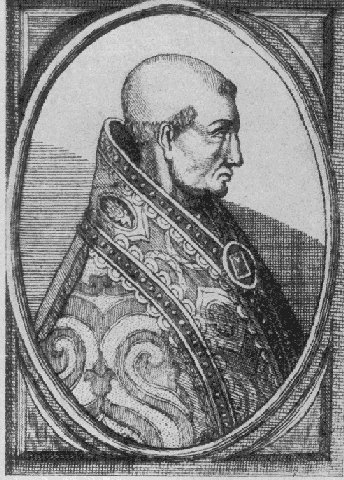
Urban IV

Wydarzenia polityczne w 1264 roku.

## Wydarzenia
- 14 maja bitwa pod Lewes, Henryk III Plantagenet dostał się do niewoli zbuntowanych baronów[1][2][3].

## Zmarli
- 2 października Urban IV, papież[4].